# Lubeanka, Borodeanka
Lubeanka (în ucraineană Луб`янка) este o comună în raionul Borodeanka, regiunea Kiev, Ucraina, formată numai din satul de reședință.

## Demografie
Componența lingvistică a comunei Lubeanka
     Ucraineană (92,54%)
     Rusă (7,06%)
     Alte limbi (0,24%)
Conform recensământului din 2001, majoritatea populației comunei Lubeanka era vorbitoare de ucraineană (92,54%), existând în minoritate și vorbitori de rusă (7,06%).